# Bürzünbül
Bürzünbül è un comune dell'Azerbaigian situato nel distretto di Yardımlı. Conta una popolazione di 1 070 abitanti.